# Toshiba G500
Toshiba G500 – telefon komórkowy (smartphone) firmy Toshiba. Wprowadzony na rynek w maju 2007 roku.

## Dane techniczne
- System operacyjny: Windows Mobile 5 for Smartphone / Windows Mobile 6.1 Standard
- Czas czuwania: do 290 h
- Czas rozmowy: do 280 min
- Pamięć wbudowana: 128 MB
- Pamięć operacyjna RAM: 64 MB

## Funkcje telefonu
- Możliwość rozszerzenia pamięci do 2 GB dzięki karcie pamięci miniSD (do 4 GB po zainstalowaniu odpowiedniego sterownika dodającego obsługę SDHC)[1]
- Tylny aparat fotograficzny z matrycą CMOS o rozdzielczości 2 megapikseli (1600x1200 pikseli); dioda doświetlająca zamiast lampy błyskowej; kilka trybów fotograficznych, nagrywanie wideo w rozdzielczości 240x320 pikseli
- Przedni aparat fotograficzny, przeznaczony do wideo rozmów, o rozdzielczości 320x240 pikseli (w trybie fotografowania) i 144x176 pikseli (w trybie filmowania)
- Dynamiczne, automatyczne sterowanie mocą obliczeniową procesora dzięki zastosowaniu technologii XScale
- Windows Media Player 10 Mobile: odtwarza muzykę w formatach: MP3, AAC, AAC+, eAAC+, WMA
- Odtwarzanie filmów w formatach: H.263/MPEG4, WMV (dzięki zainstalowaniu alternatywnych odtwarzaczy można zwiększyć liczbę obsługiwanych formatów)
- Komunikacja przez Bluetooth w wersji 2.0
- Możliwość podłączenia do komputera przez gniazdo USB 1.1; synchronizacja z komputerem przez ActiveSync 4.5
- przeglądarka internetowa (Internet Explorer Mobile i Opera Mobile 8.5)
- Obsługa sieci 3G oraz HSDPA
- Możliwość aktualizacji firmware telefonu do niebrandowanego Windows Mobile 6.1 Standard
- Połączenie z Internetem przez WiFi w technologii 802.11b i 802.11g
- Identyfikacja użytkownika przez czytnik linii papilarnych